# Peter Asmussen
Peter Asmussen (født 28. marts 1957 på Frederiksberg, død 25. juni 2016) var en dansk forfatter, dramatiker og manuskriptforfatter.
Asmussen, der var søn af Jes Peter Asmussen, blev student fra Østre Borgerdyd Gymnasium i 1975. Han debuterede i bogform med novellesamlingen Stemmer i 1989 og modtog flere gange siden Statens Kunstfonds arbejdslegat. I 1996 var han medforfatter til Lars von Triers Breaking the Waves.
I 2000 modtog han Kjeld Abell-prisen og Danske Dramatikeres Hæderspris og i 2010 Reumertprisen i kategorien Årets dramatiker for Ingen møder nogen, der blev opsat på Husets Teater. I 2016 modtog han Reumertprisen i kategorien Årets dramatiker for Soli Deo Gloria, der blev opsat på Betty Nansen Teatret.
Han var siden 1996 gift med Juliane Preisler.

### Romaner
- Om natten (1992)
- Det Der eR (2012)
- Og til sidst går verden under (2014)

### Noveller
- Stemme (1989)
- Sørgespil (1990)
- Pyjamasparty (1996)
- Hul i mørket (2005)

### Hørespil
- Råb (1990)
- Spring (1991)
- En hvid dag (1993)
- Regnsonate (1995)
- Schyy (2002)
- Krystallandet (2005)

### Teaterstykker
- Ungt blod (1992)
- Øjne (1995)
- Isbrandt (1997)
- Værelse med sol (1997)[5]
- Knogler (1998)
- Forbrydelse (2003)
- Ingen møder nogen (2010)
- Soli Deo Gloria (opført i 2015)

### Drejebøger
- 1995: Onde år
- 1996: Breaking the Waves (medforfatter)
- 1997: Sekten
- 2004: Dag och natt
- 2007: Daisy Diamond
- 2012: Marie Krøyer
- 2015:  Bridegend